# 澤乃彩
澤乃 彩（さわの あや、1982年2月10日 - ）は、日本の女性声優。長野県出身。2011年5月までリマックスに所属していた。本名は福澤 彩。身長164cm。血液型はA型。2006年3月までは本名で活動していた。

## 出演作品

### テレビアニメ
2005年
- ARIA The ORIGINATION（売り子）

2006年
- 爆球Hit! クラッシュビーダマン（マリア）
- ヤマトナデシコ七変化♥（ガングロ2）
- RAY THE ANIMATION（子供A）

2008年
- ポルフィの長い旅（少年B）

2009年
- あにゃまる探偵 キルミンずぅ（折口ヨウスケ）

### ゲーム
2009年
- 新宿の狼（高橋早苗）

2011年
- 謎惑館 〜音の間に間に〜

### ナレーション
- マンスリーNECO

### 演劇
- うちに来るって本気ですか?（劇団ふりぃすたいる）
- one on one 特別公演　大きな木 小さな月〜樹霊〜（劇団one on one）

### その他
- カーオーディオマガジン 別冊付録DVD（イベントレポーター）
- NEC C&C（PV出演）